# Балх (город)
Балх, Вазираба́д (авест. 𐬠𐬁𐬑𐬜𐬌 Bāxδi; бактр. βαχλο; др.-перс. 𐎲𐎠𐎧𐎫𐎼𐎡𐏁 Bāxtrī-; пехл. 𐭡𐭠𐭧𐭫 Bāxl; дари بلخ, пушту بلخ‎ — Бальх) — город в одноимённой провинции Афганистана. Расположен в 20 км к северо-западу от столицы провинции, города Мазари-Шариф и 74 км южнее реки Амударья, на правом берегу реки Балх. Население — 77 000 человек (оценка 2006).
На протяжении столетий город был центром Бактрии, столицей Греко-Бактрийского, Кушанского, Балхского государств и второй столицей при Газневидах и Аштарханидах.
Один из величайших городов древности, центр исторического приамударьинского Афганистана (Бактрии). Во времена расцвета Великого шёлкового пути население достигало 1 млн человек, обычно же в Античности и в раннем Средневековье около 200 тыс. человек. До эпохи эллинизма являлся центром зороастризма, иудаизма и буддизма в Персии, испытывая сильное индийско-индуистское влияние благодаря экономическим интересам в Империи Гупта. Уже к началу XX века сильно пострадал от войн. Сохранились остатки крепостной стены, большая мечеть. Ныне город считается центром хлопчатобумажной промышленности, а также выделки кож, так называемой «персидской овчины». Город поставляет на рынок миндаль и дыни.

## История

### Древний Балх
Близ современного Балха находился древний город Ба́ктра, Бактры (др.-греч. Βάκτρα). Бактра — один из древнейших городов мира, он считается первым городом, основанным ариями во время движения из-за Амударьи. Поселение возникло в первой половине 1-го тысячелетия до н. э., когда Бактрия входила в государство Ахеменидов. Бактра была главным городом сатрапии. Затем Бактрия входила в империю Александра Македонского. В III—II вв. до н. э. Бактра была столицей Греко-Бактрийского царства, а затем Кушанского царства. По преданию город был первоначальным центром зороастризма и считался местом рождения Заратустры. В период античности город или его часть также носил название Зариаспа (Ζαρίασπα), которое, по всей видимости, произошло от названия зороастрийского храма огня Азар-и-Асп.
Постройка Балха приписывается Лохраспу, 14-му из легендарных царей Ирана. В Балхе он, отказавшись от трона в пользу своего сына Виштаспа, закончил свою жизнь, удалившись в Новбехар. Легенда связывает Лохраспа с знаменитым вавилонским царем Навуходоносором II, который в 586 году до н. э. при взятии им Иудеи разрушил Иерусалим.
Китайский географ, живший более двух тысяч лет назад, отмечал, что в Балхе располагался рынок, где можно было найти самые разнообразные товары с разных концов света.
В позднеантичный период Бактра стала важным центром буддизма — хинаяны в Средней Азии. По свидетельству Сюаньцзана, в VII веке в городе было около сотни буддийских монастырей (вихара), в которых проживало 30 000 монахов. Крупнейшим из монастырей был Навбахар (санскр. नवविहार — «новый монастырь»), в котором находилась гигантская статуя Будды.

### Арабское нашествие
Судя по отрывочным сведениям письменных источников, Балх являлся большим благоустроенным городом ещё в доисламский период. Накануне нашествия арабов он был укреплённым городом с шестью воротами: Сетменд, Бехи, Баб аль-Хинд, Йахудийа, Баб ат-тюрк и Баб-и Чин.
Арабы в первый раз появились в Балхе в 645 году, но ушли, лишь разграбив его и в 709 году (по другим данным в 715 году), при халифе Омейяде Аль-Валиде I (705—715), после долгой кровопролитной борьбы окончательно захватили его. Они разрушили и разграбили город, а жителей переселили в селение Барукан. Тогда же был разрушен и Навбахар. Арабы убили около 400 брахманов и монахов. Балх утратил статус столицы области ненадолго передав его Барукану.

### Столица Хорасана
В 736 году Балх начал восстанавливать хорасанский наместник арабов Асад ибн Абдаллах (735—738) и с разрешения халифа Хишама ибн Абдул-Малика (723—743) перенёс свою столицу из Нишапура в Балх. В городе наряду с многими мусульманскими культовыми учреждениями был восстановлен и Навбахар. Все хорасанские наместники Омейядов и Аббасидов, начиная от Асад ибн Абдаллаха, жили в Балхе и отсюда управляли всем Хорасаном.

### Эпоха Мусульманского ренессанса
При Аббасидах и Саманидах славился как «матерь городов» в качестве центра исторической области Хорасан. Был центром международной торговли, через который товары переправлялись с Востока к Каспию, а оттуда по Волге в Булгар и далее в Новгород и Скандинавию, а также через Кавказ к городам побережья Чёрного моря. В XI—XII вв. входил в Газневидское государство, государство Сельджукидов и Гуридский султанат.
Якут аль-Хамави в своём знаменитом географическом словаре написал следующее: «Балх один из самых больших городов Хорасана, наиболее прославленный и обильный богатством, самый обширный по хлебным урожаям; он снабжает хлебом весь Хорасан и Хорезм. Говорят, что первый, кто построил его — был царь Лухрасф, когда его товарищ, Навуходоносор, разрушил Иерусалим. Говорят: напротив, Александр построил его и в древности он назывался Александрией. Между ним и Термезом 12 фарсахов. И говорят, что Джейхун — река Балха, а между ними около 10 фарсахов. Завоевал его ал-Ахнаф ибн Кайс, действуя от имени Абдаллаха ибн Амира ибн Курейза во время Османа ибн Аффана.».

### Монгольское нашествие
Весной 1221 года хорошо укреплённый Балх был захвачен и разрушен полчищами Чингисхана. О взятии и разрушении Балха монголами источники сообщают разное. Согласно Ибн аль-Асиру, город сдался добровольно и поэтому Чингисхан его пощадил. Джувейни отмечает, что монгольский хан, не сдержав обещания, данного сановникам, сдавшим город, разрушил его, а Рашид ад-Дин пишет об этом следующее:
...под предлогом того, что нужно сосчитать [людей], монголы вывели все население в степь и по своему обыкновению разделили между ратниками и всех перебили, [затем] разрушили гласис и стену города, подожгли дома и кварталы и совсем [все] уничтожили.
По словам же Сайфи Хирави, балхцы тридцать семь дней яростно сопротивлялись монголам. Лишь на тридцать восьмой день осады, понеся большие потери, противник захватил Балх. «Тогда все население города было перебито до единого». Мирза Улугбек и зависящий от него Махмуд бен Эмир-Вали сообщают об этом интересные подробности. Чингисхан отверг просьбу высокопоставленных лиц Балха о пощаде и помиловании, помня, что они укрывали в городе последнего хорезмшаха Джелал ад-Дина Мангуберди и его людей. У Мирзы Улугбека есть ещё одна любопытная деталь: тщетно пытаясь взять Балх силой, монголы разрушили знаменитую плотину Банд-и-Амир на реке Балхаб и затопили весь город. Спасшиеся от наводнения жители были уничтожены, город разграблен, великолепные сооружения, многочисленные культовые и общественные здания преданы огню.
Балх недолго лежал в развалинах, примерно с 30-х годов XIII века началось его восстановление. Марко Поло, видевщий Балх в 1262 году, описывал его как «достойный и великий» и как большой город, который раньше был ещё больше и лучше, где «было много красивых дворцов, много прекрасных мраморных домов». Тем не менее, оборонительные укрепления города тогда ещё не были восстановлены..

### Балх в эпоху Чагатаидов
При Чагатаях Балх оставался столицей удельного владения, где находился наследник престола улуса Чагатая.

### Балх в эпоху Тимуридов
Балх при Тимуридах пережил последний период расцвета. Город был включён наряду с Кандагаром, Кабулом, Забулом, Тохаристаном и Хутталяном в созданное Тимуром в 1392 году, для внука Пир-Мухаммеда, удельное владение. Центром владения первоначально был Кандагар, затем Газни, а в 1405 году Пир-Мухаммед перебрался в Балх и сделал его своей столицей.
По сообщению Дурбека, он написал свою поэму «Юсуф и Зулейха» в 1409 году в г. Балхе, осаждённом неприятельскими войсками, чтобы поддержать моральный дух горожан. Дурбек рисует жизнь и события в осаждённом городе.
При своём правлении, Шахрух отводил большое внимание Балху, как одному из важных в экономическом и военно-политическом отношении центров своей империи на Востоке.

### Столица Балхского ханства
В XVI—XIX веках город был полем битвы между Бухарским ханством, Персией и афганцами, пока окончательно не был захвачен эмиром Афганским в 1850 году.
Балх постепенно приходил в упадок и поэтому афганцы после 1850 года предпочли основать свою администрацию наместника Туркестана в Тахта-поле близ Мазари-Шарифа, а в 1866 году она переехала в соседний Мазари-Шариф.

## Памятники
К XV—XVI вв. относится ряд архитектурных памятников: остатки крепости Бала-Хиссар, городских стен, мечетей, медресе, бань; мавзолей-мечеть Ходжа Абу Наср Парса.
- Гробница Ходжи Парсы, известна также как Зелёная мечеть — мазар богослова, умершего в Балхе в 1460 году. Украшен ребристым бирюзовым куполом, по сторонам фасада расположены минареты.
- Медресе Саида Субханкули-хана, построенное в XVII веке, до наших дней дошли куски стен и арка.
- Могила Рабии Балхи, первой поэтессы исламского периода, писавшей на персидском.
- На северо-восточной окраине находятся остатки древнего города, «Бала Хиссар», относящиеся к началу 1-го тысячелетия.
- Масджиди Нух Гумбад («Мечеть Девяти Куполов») — возможно, построена в 794 году на месте буддийского монастыря[25].